# リヴィウ - プシェムィシル線
リヴィウ - プシェムィシル線（ウクライナ語: Залізниця Львів–Перемишль）はウクライナの幹線鉄道で、西ウクライナの中心地リヴィウとポーランドの都市プシェムィシルを結ぶ。ロシア方式の広軌（1520 mm）の線路はリヴィウ駅からプジェムィシル中央駅を経てジュラヴィツァ駅まで伸びている。また、ヨーロッパ方式の標準軌（1435 mm）はプシェムィシル駅からモスティスカ第一駅まで設置された。ウクライナでこの路線はウクライナ鉄道、特にリヴィウ鉄道（ウクライナ語: Львівська залізниця）により運営されている。この路線の全長は97.6キロメートルである。

## 歴史

### ガリツィア・カール・ルートヴィヒ鉄道および国有化
1854年11月クラカウ - ブローディ区間を含む鉄道建設計画がウィーン新聞（ドイツ語: Wiener Zeitung）で公表された。そのあと帝国特認ガリツィア・カール・ルートヴィヒ鉄道（ドイツ語: k.k. priv. Galizische Carl Ludwig-Bahn, CLB）が設立されて、シェミシル - レムベルグ区間のプロジェクトを1856年から実行することとなった。皇帝フェルディナント鉄道、ロートシルト銀行などは鉄道建設の財政支援に参加した。
この路線の建設は予想外に難しかったので、七つの大型鉄道橋および高い道床の設置、沼沢地上のレンベルグ中央駅建設などが必要であった。建設工事はプロジェクトの全面的な修正のあとで1860年に始まって、1861年11月4日にCLBはプシェムィシル - レムベルグ区間を旅客輸送部門で、11日後には全体輸送部門で開通した。この路線はレムベルグ市を結んだ最初の鉄道路線に当たる。当時に終着駅は1859年10月以来建設中であったレンベルグ中央駅であった。そこからこの路線はガリツィア・ロドメリア王国の領土で他の地方と連結されることとなった。
1892年にCLBは国有化されこの路線はオーストリア帝国鉄道に引き渡されて、その年以来国営鉄道となっている。

### ポーランド国鉄および占領国の鉄道
第一次世界大戦が終わった後でポーラントが独立して、この路線はポーランド国鉄が所有することとなった。1939年にポーランド国鉄はこの路線を含めてワルシャワ - ルヴフ区間を単一な時刻表番号で運営した。
1939年第二次世界大戦の開始直後に、ソビエト連邦がポーランド東部を占領したので、この路線はソビエト鉄道の所有となり、すぐにロシア方式の広軌で改築された。1941年にドイツがソビエト連邦を侵攻した後、戦勢が逆転して、この路線はドイツ国営鉄道傘下の東部鉄道（ドイツ語: Ostbahn）に割り当てられた。

### 二次大戦の終戦後
第二次世界大戦の終戦後、ポーランドの国境線が西の方に移られて、その結果ソビエト連邦鉄道がこの路線を引き受けた。ソ連鉄道は全体区間を広軌に戻して、鉄道路線網に組み入れた。この鉄道網は1991年にウクライナ鉄道により引き受けられた。
1960年代に、カミアーノブリッドからヤヴォリウへの支線が建設されました。その後、シュクロまでの区間のみが運営された。
一方ポーランドでは国際列車がクラクフからリヴィウまで通行している。その場合、標準軌をロシア広軌に切り替えるために、線路軌間の変更施設がメディカで活用されている。